# Antonio de la Cruz
Antonio de la Cruz, född 7 maj 1947, är en spansk tidigare fotbollsspelare.
Antonio de la Cruz spelade 6 landskamper för det spanska landslaget. Han deltog bland annat i fotbolls-VM 1978.